# Gekromde ruimte
Een gekromde ruimte verwijst vaak naar een ruimtelijke meetkunde die niet 'vlak' is, in de zin van een vlakke ruimte, zoals deze wordt beschreven door de euclidische meetkunde. Gekromde ruimten kunnen in het algemeen beschreven worden door gebruik te maken van de riemann-meetkunde, hoewel sommige eenvoudige gevallen ook op andere manieren kunnen worden beschreven. 
Gekromde ruimtetijd verwijst naar een ruimtetijd die niet zoals de minkowski-ruimte 'vlak' is. Gekromde ruimtetijd speelt een essentiële rol in de algemene  relativiteitstheorie, waar de zwaartekracht vaak als een gekromde ruimte wordt gevisualiseerd. De Friedmann-Lemaître-Robertson-Walker-metriek is een gekromde metriek, die de huidige basis vormt voor de beschrijving van de uitdijing van de ruimte en de vorm van het heelal.